# Glashütte Original

Glashütte Original Senator Zeigerdatum

Glashütte Original ist eine der Uhrenmarken aus dem sächsischen Glashütte und wird in der Uhrenmanufaktur des Glashütter Uhrenbetriebs gefertigt. Neben der Uhrenmarke A. Lange & Söhne gilt sie als eine der beiden prestigeträchtigsten Uhrenmarken aus Glashütte. Im Jahre 2000 wurde sie von der Swatch Group übernommen.

## Geschichte
Während die Wurzeln der Marke bis in das Jahr 1845 zurückreichen, existiert die Marke unter ihrem heutigen Namen seit dem Jahre 1994, vier Jahre nach der Wiedervereinigung. Von Anfang an wurden ausschließlich mechanische Uhren mit hauseigenen Kalibern hergestellt. Der Schriftzug stellt eine modifizierte Form des „Glashütte“-Schriftzuges des VEB Glashütter Uhrenbetriebe dar.
Im Jahre 2000 wurde die Marke von der Swatch Group übernommen.
Heute bestehen Uhren der Marke Glashütte Original zu 95 % aus eigenen, in der Manufaktur hergestellten Bauteilen, darunter auch die Zifferblätter. Dies ist selbst für eine Manufaktur von Luxusuhren ungewöhnlich.

## Produkte
Die Produktpalette umfasst heute fünf Modellreihen, jeweils noch einmal in verschiedene Modelle unterteilt. Diese Modellreihen sind:
- Senator-Reihe
- Pano-Reihe
- Spezialist-Reihe
- Vintage-Reihe
- Ladies-Reihe

Jede Armbanduhr von Glashütte Original ist mit einer exklusiven vierstelligen Seriennummer versehen, was einerseits zur Exklusivität beiträgt, da so maximal 10.000 Exemplare pro Modell möglich sind, andererseits Fälschungen verhindert und im Falle von Diebstahl die Zuordnung zum wahren Eigentümer ermöglicht.

## Herkunftsbezeichnung „Glashütte“ für Uhren
Am 22. Februar 2022 trat die Verordnung zum Schutz der geographischen Herkunftsangabe Glashütte in Kraft Damit gilt: Die Herkunftsangabe „Glashütte“ darf im geschäftlichen Verkehr nur für solche Uhren verwendet werden, die im Herkunftsgebiet hergestellt worden sind. Das Herkunftsgebiet umfasst folgende Gebiete im Freistaat Sachsen:  die Stadt Glashütte, die Ortsteile Bärenstein und Lauenstein der Stadt Altenberg für die Zulieferung und Veredlung sowie Dresden für bestimmte Veredlungsschritte.

## Sponsoring
Die Marke ist langjähriger Förderer und Preisstifter verschiedener kultureller Veranstaltungen, wie etwa der Dresdner Musikfestspiele oder der Berlinale.
2025 ist Glashütte Original offizieller Partner des SemperOpernballs.